# Blackheath, London
Blackheath är en stadsdel som ligger i kommunerna Royal Borough of Greenwich och London Borough of Lewisham i grevskapet Greater London och riksdelen England, i den södra delen av landet, i huvudstaden London.

## Klimat
Blackheath ligger 33 meter över havet. Kustklimat råder i trakten. Årsmedeltemperaturen i trakten är 11 °C. Den varmaste månaden är juli, då medeltemperaturen är 22 °C, och den kallaste är december, med 3 °C.

## Befolkningsstorlek
Valdistriktet Lewisham Ward har 14 039 invånare och valdistriktet Blackheath Westcombe Ward 12 875. Tillsammans utgör det 26 914 invånare (2011) vilket räknas som Blackheats befolkning.

## Historia

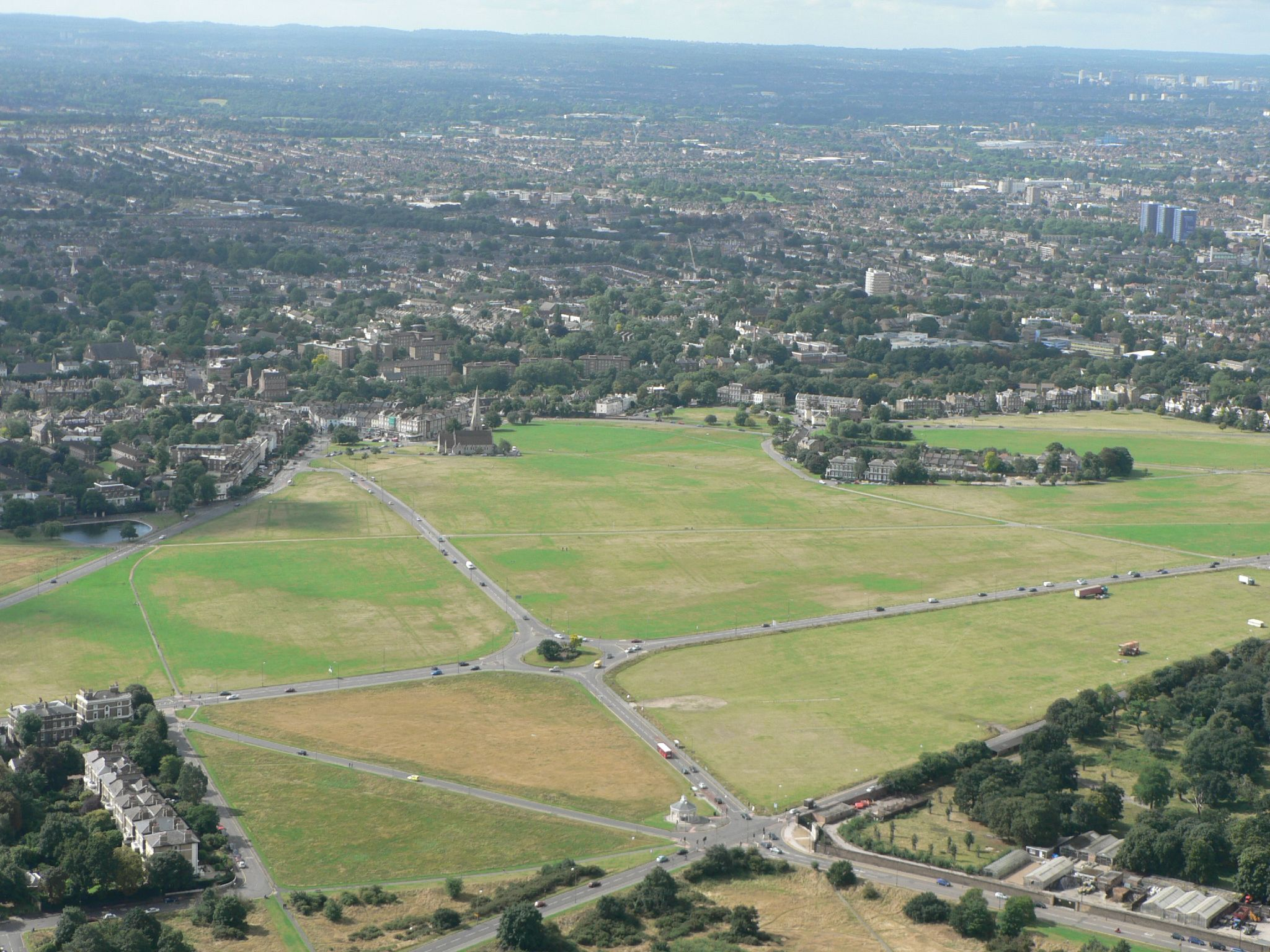
Vad som återstår av heden idag.

Blackheath (Blachehedfeld) var ursprungligen en hed vilken var tingsställe för hundaret med samma namn. Heden användes som samlingsplats för bondearmén vid det stora bondeupproret 1381. På sexton- och sjuttonhundratalet var heden ett känt och fruktat tillhåll för landsvägsrövare. På heden fanns därför resterna av många steglade kroppar av missgärningsmän. Öster om heden byggdes ett fashionabelt bostadsområde kallat Blackheath Park upp i slutet av sjutton- och början av artonhundratalet. Namnet kom senare att användas för den viktorianska förort som växte upp kring heden vilken även innefattade Blackheath Park och Blackheath Vale. Heden förvaltas idag av de två kommuner i vilka den ligger. Den används även till grustäkt, en rätt som tillkommer jordägarna, Kronan genom Greenwich kungsgård och earlen av Dartmouth genom riddargodset Lewisham.

## Samhället

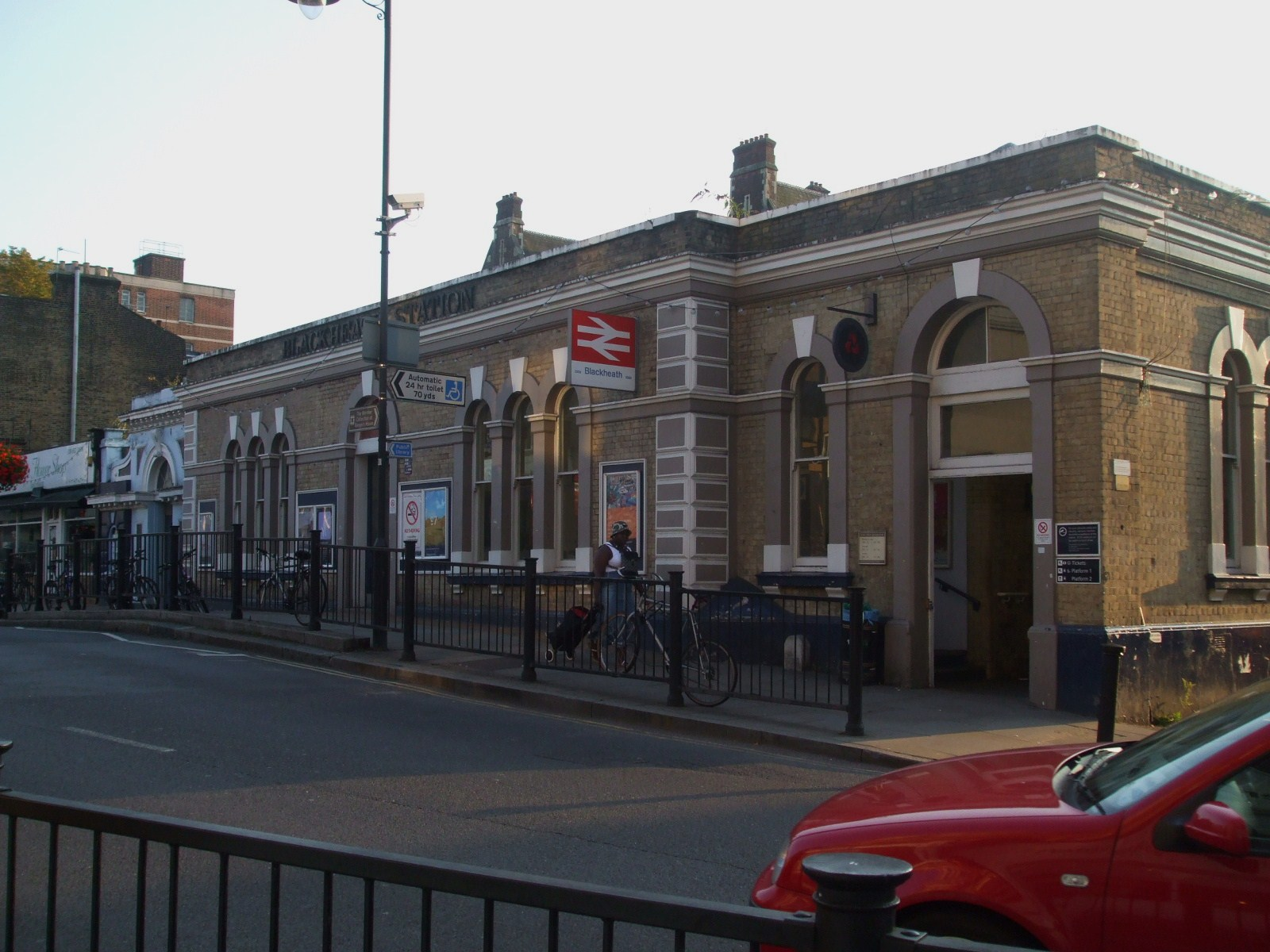
Järnvägsstationen Blackheath

Stadsdelen Blackheath har två fokus, dels Blackheath Village kring järnvägsstationen Blackheath söder om heden i Lewisham, dels Blackheath Standard nordost om heden i Greenwhich (vilken fått sitt namn efter puben Royal Standard i Greenwich).